# Vetkoek

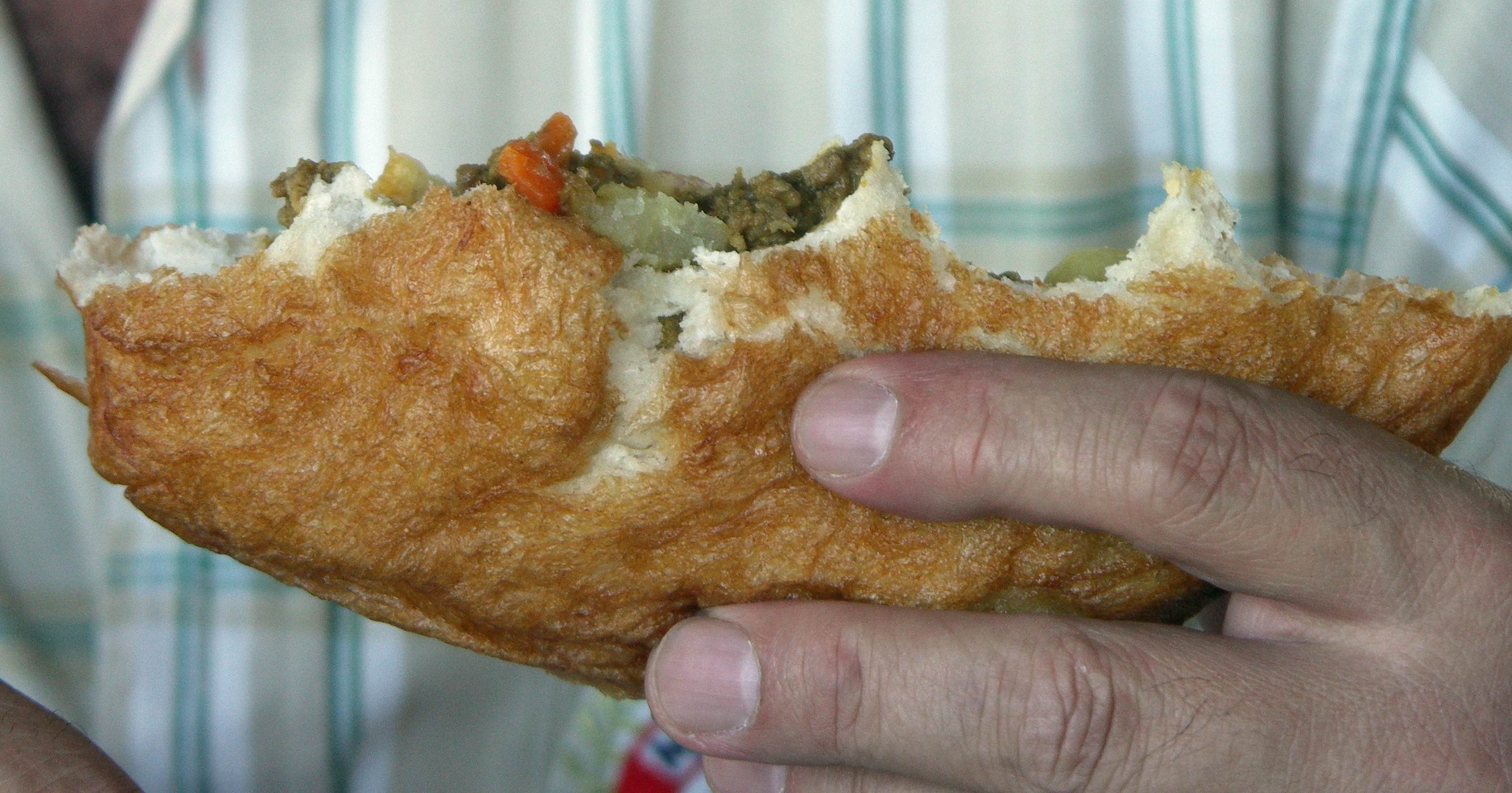
Vetkoek mit Hackfleisch gefüllt

Vetkoek (Afrikaans für „Fettkuchen“) ist ein frittiertes Gericht der Kap-Küche in Südafrika und Namibia.
Vetkoek wird aus Mehl, Wasser, Zucker und Hefe hergestellt. Die Teigmasse wird einen Tag lang vergoren und dann zu Bällen geformt, die anschließend frittiert werden. Vetkoek wird meistens gefüllt sowohl als Frühstück, Zwischenmahlzeit oder als Nachspeise mit Tee oder Kaffee gegessen. Die Füllung ist oft deftig, kann aber auch süß sein. Vetkoek ohne Füllung werden meist als magwinya bezeichnet, koeksisters sind eine Süßspeise aus einem ähnlichen aber süßen Teig.